# ژان دانیل پادوانی
ژان دانیل پادوانی (انگلیسی: Jean-Daniel Padovani؛ زادهٔ ۱۷ ژانویهٔ ۱۹۸۰) بازیکن فوتبال اهل فرانسه است.
از باشگاه‌هایی که در آن بازی کرده‌است می‌توان به باشگاه فوتبال آنژه، باشگاه فوتبال کن، باشگاه فوتبال کان، باشگاه فوتبال دیژون، و باشگاه فوتبال نیس اشاره کرد.